# Aleida Leurink
Aleida Leurink (* 24. September 1682 in Enschede; † 6. August 1755 in Losser) war eine niederländische Pfarrersfrau, die durch ihre Notizbücher, die sie 57 Jahre lang schrieb, bekannt wurde.

## Jugend und Ehe
Leurink war in jungen Jahren verwaist. Sowohl ihr Vater, der Bürgermeister von Enschede, als auch ihre Mutter starben 1694. Zusammen mit ihren Schwestern Geeske, Catharina und Judith und ihrem Bruder Georgius wurde sie der Pflege ihres Onkels Jan Stroink anvertraut.
Leurink heiratete im Alter von fünfzehn Jahren den damals 28-jährigen Henricus Keller (1669–1750), Pfarrer in Losser. Sie hatten fünf Kinder, von denen vier das Erwachsenenalter erreichten, und lebten 56 Jahre zusammen.

## Notizbücher
„Wat ik zo dagelijks mocht beleven ||
heb ik in een boekske neergeschreven ||
Zoodat op mijnen ouden dag ||
Geheel mijn leven voor mij lag.“

„Was ich so jeden Tag erlebt habe, ||
hab ich in ein Büchlein (nieder)-geschrieben ||
So dass in meinen alten Tagen || mein ganzes Leben vor mir lag.“

Am Tag ihrer Hochzeit begann Aleida Leurink mit dem Führen ihrer Tagebücher. In den ersten Jahren waren es kurze Notizen, die aber mit der Zeit immer umfangreicher wurden. Von 1698 bis 1752 notierte sie die Weizenpreise. Seit 1749 verfügte sie über ein Thermometer und ein Barometer und notierte täglich deren Werte. Zusätzlich zu den Daten, die sich auf ihre Arbeit bezogen, wie das Wetter und den Ertrag aus dem Weizenanbau, gab Leurink auch einen Einblick in die Ereignisse der Jahre, in denen sie schrieb. Anekdoten über ihre Kinder, aber auch große Vorfälle wie Überflutungen, Tierkrankheiten, Brände, Liebe und Leid der Oranier und Kämpfe zwischen Reformierten und Katholiken wurden von ihr aufgezeichnet. Die Fachausdrücke, die im Bereich Spinnerei und Weberei verwendet wurden, deuten darauf hin, dass sie sich in diesen Gewerben auskannte. Darüber hinaus erwähnte sie bei jeder Transaktion, was sie damit verdient hatte.
Das Tagebuch von Aleida Leurink wurde zu Beginn des 20. Jahrhunderts von Jacobus Joännes van Deinse (1867–1947) der Öffentlichkeit zugänglich gemacht, als er in der niederländischen Regionalzeitung Twentsch Dagblad Tubantia darüber Artikel schrieb.
Da Aleida 57 Jahre Aufzeichnungen machte, stellen ihre Notizbücher eine reiche Quelle für das Alltagsleben in dieser Zeit dar. Außerdem schrieb sie über wichtige Ereignisse in der Geschichte von Losser oder von nationaler Bedeutung. Ihre notierte Daten über das Wetter und die Weizenpreise liefern Historikern viele wertvolle Informationen. Sie schrieb auch über deutsche Orte  wie Gildehaus, Burgsteinfurt und Nordhorn. Letzterer war der Geburtsort ihres Mannes.
Ihre Tagebücher wurden bereits 1754 veröffentlicht. Teile des Tagebuchs können an verschiedenen Stellen gelesen werden.

## Kinder
Aleida und Henricus hatten fünf Kinder:
- Christiaan (16. November 1700–31. Oktober 1722), verheiratet mit Gertrud Keilvers
- Herberdina (17. Juni 1703–15. September 1752), verheiratet mit Juriaan Stroink
- Anna Margaretha (4. August 1706–10. Mai 1757), verheiratet mit Hermannus Stroink
- Joannes (5. März 1709–5. August 1780), Pfarrer in Losser
- Henrica (24. Januar 1716–8. April 1717)

## Erbe

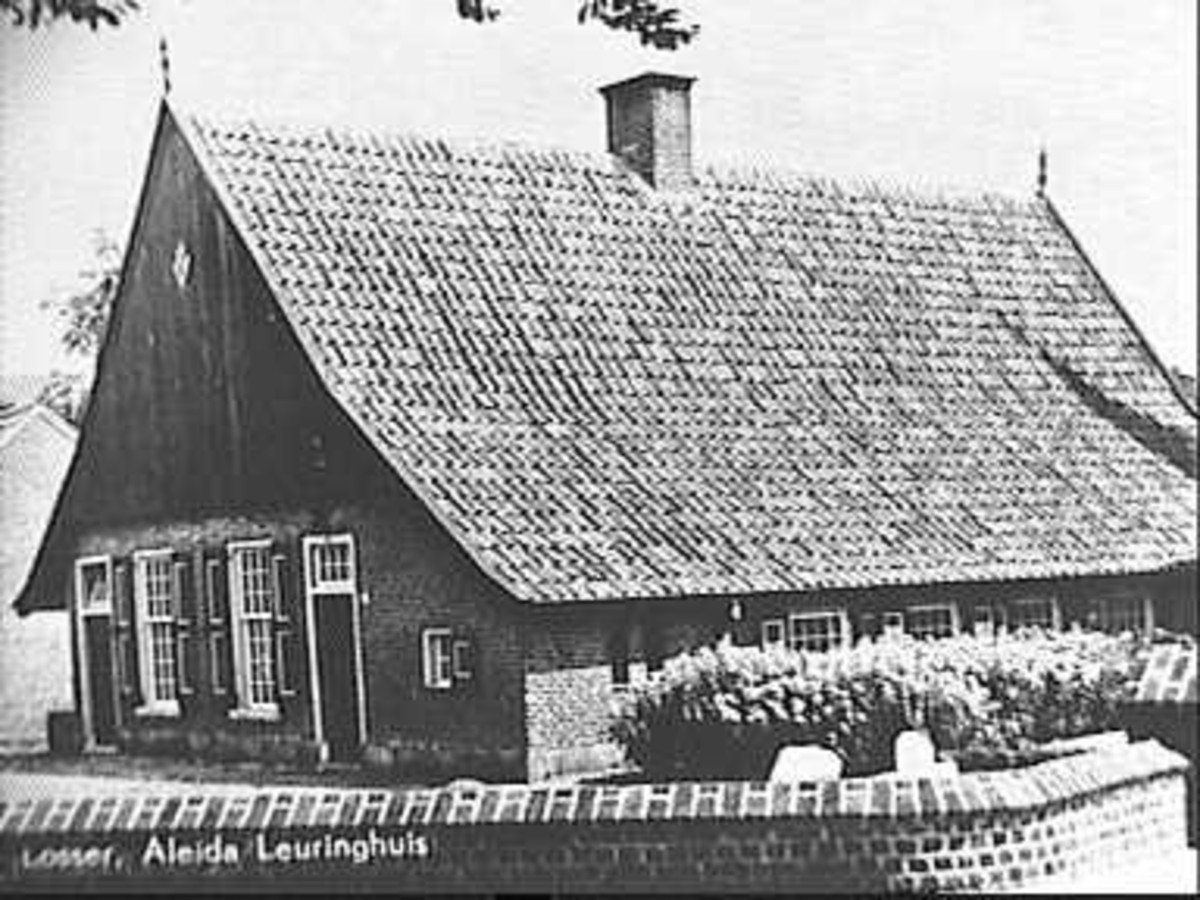
„Aleida Leurinkhuis“ (1963). Foto: H. Hagens

Im Jahr 2009 stellte Maria Leonie Hansen den „Tot Losser kwam“ zusammen und publizierte ihn. Auf der Website der Wetterstation Losser finden sich chronologisch alle Aussagen zum Wettergeschehen aus dem Tagebuch von 1723 bis 1756, aufgearbeitet von Johan Effing bis 2013. Er setzt zu einem Vergleich den Wetteraufzeichnungen Leurinks die Veröffentlichungen zum Wetter von Peter van Musschenbroek aus dem Jahr 1740 dagegen.
In Losser befindet sich neben der Kirche das „Aleida Leurinkhuis“, das seit 1965 ein Nationalmonument ist. Es wird heute als Gemeinschaftshaus benutzt. Leurink wohnte nie in diesem Gebäude, sondern im Nachbarhaus.

## Editionen
- Maria Leonie Hansen (Hrsg.): Tot Losser gekomen. Het notitieboek van Aleida Leurink, 1698-1754. Serie Overijsselse handschriften Nr. 35, Verlag Streng, Epe 2009. (vollständige Edition, niederländisch) PDF-Ausgabe, 1,21 MB
- Jacobus Joännes van Deinse: Uit het dagboek van Aleida Leurink. Nachdruck aus dem Twentsch Dagblad Tubantia en Enschedesche Courant no.51, Verlag Van der Loeff, Enschede 1919. (Teiledition, niederländisch)